# Tradün
| Tibetische Bezeichnung                                               |
| -------------------------------------------------------------------- |
| Tibetische Schrift: སྐྲ་བདུན་                                           |
| Wylie-Transliteration: skra bdun                                     |
| Aussprache in IPA: [ʈʂáptỹ̀]                                          |
| Offizielle Transkription der VRCh: Zhadün                            |
| THDL-Transkription: Tradün                                           |
| Andere Schreibweisen: Tradum, Tradon, Tadum, Zhadun, Zhadün, Zhongba |
| Chinesische Bezeichnung                                              |
| Traditionell: 扎東寺                                                 |
| Vereinfacht: 扎东寺                                                  |
| Pinyin:Zhadong Si                                                    |

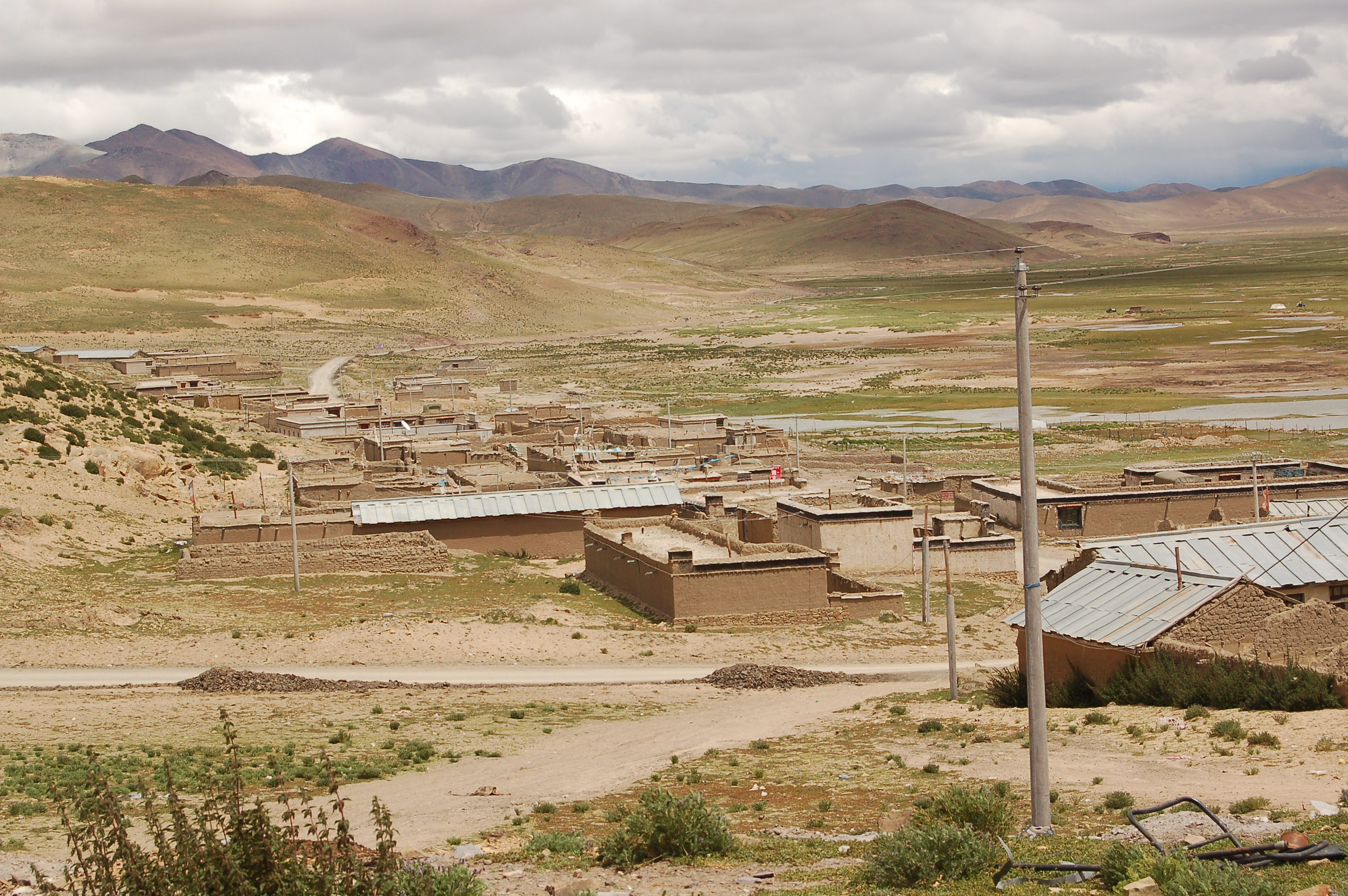
Tradün

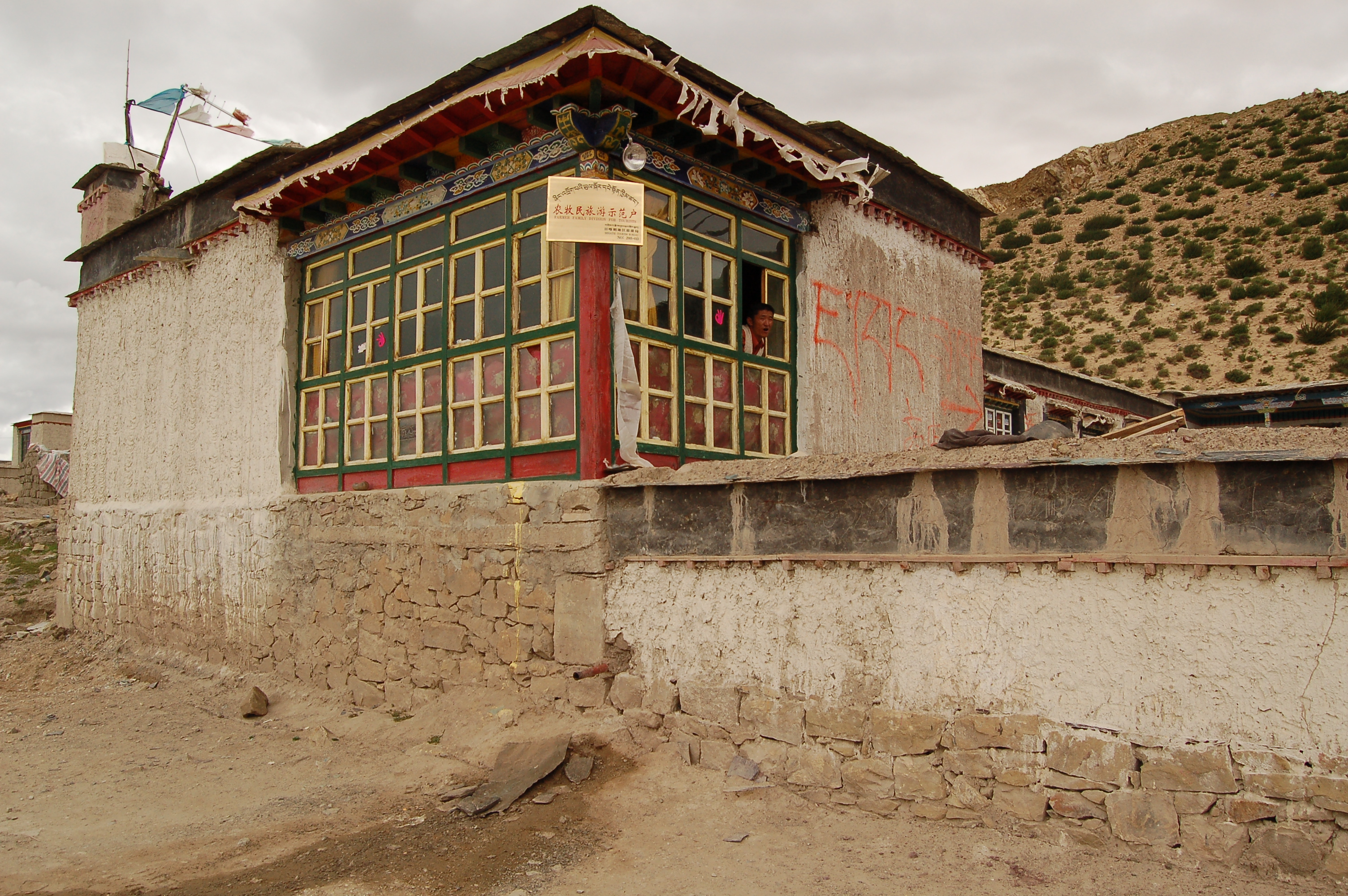
Tradün: ein altes Wohnhaus, renoviert für Touristen

Tradün Tse (tib.: skra bdun rtse; wörtlich: „Sieben-Haare-Kloster“, offiziell Zhadün) ist ein kleines Kloster, das während der Regierungszeit des Königs Songtsen Gampo (7. Jahrhundert) gegründet wurde. Es liegt im Verwaltungsgebiet des Dorfes Tangxi (唐西村), das zur Gemeinde Labranggosa im Kreis Zhongba des Regierungsbezirks Xigazê im Autonomen Gebiet Tibet der Volksrepublik China liegt.
Die größtenteils verlassene kleine Siedlung am Kloster war bis 1960 der Hauptort des Distrikts Zhadün (Tradün) im heutigen Regierungsbezirk Xigazê in Tibet. Der Distrikt war wegen seiner Höhenlage fast ausschließlich von Viehzüchtern besiedelt. Nach 1960 wurde er in den Kreis Zhongba umgewandelt und als Hauptort eine neue Siedlung, ebenfalls „Zhongba“ genannt, unweit des Klosters errichtet.
Die ersten Ausländer, die Tradün besuchten, waren die Engländer C.G. Ryder und Cecil Rawling (1904) sowie kurz danach Sven Hedin. Heinrich Harrer und Peter Aufschnaiter haben sich mehrere Monate in Tradün aufgehalten. Das uralte Kloster beherbergte zur Zeit des Aufenthaltes von Heinrich Harrer sieben Mönche. Sein Inventar wurde während der chinesischen Kulturrevolution zerstört. Alle heute vorzufindenden Heiligen- und Götterfiguren wurden nach 1980 neu errichtet.
Tradün war einer der bedeutendsten Umschlagplätze Westtibets für den Salzhandel zwischen den Nomaden des Nordens und Nepal im Süden. Trotzdem bestand die Siedlung am Kloster zur Zeit des Aufenthaltes von Heinrich Harrer und Peter Aufschnaiter nur aus ca. 20 Häusern.
Heute dienen die Häuser hauptsächlich nur noch als Winterquartiere für einige Nomaden und stehen im Sommer weitgehend leer. Eines der Gebäude wurde als Vorzeigeobjekt für durchreisende Touristen herausgeputzt.

## Galerie

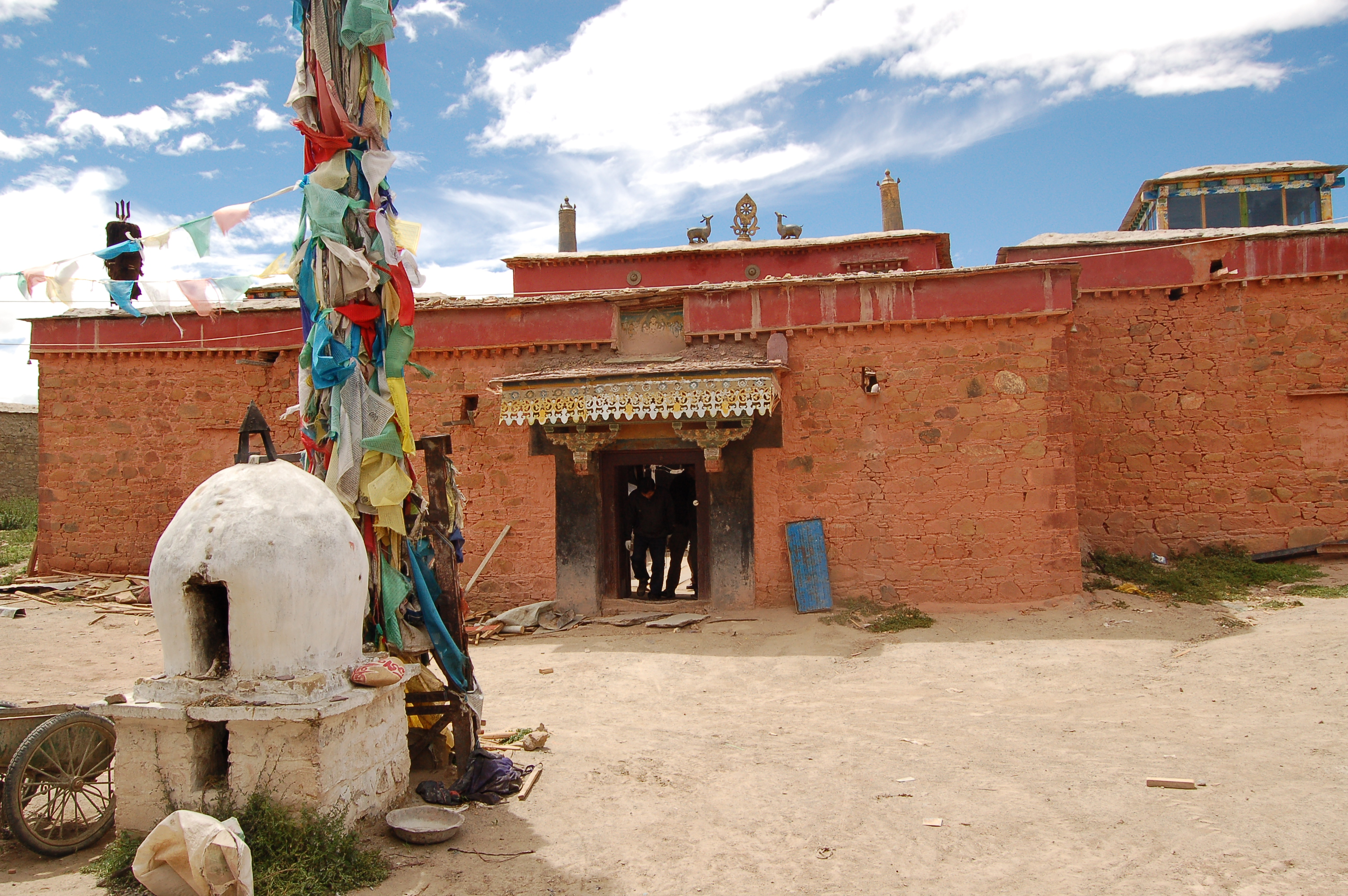
Das Kloster Tradün Tse.
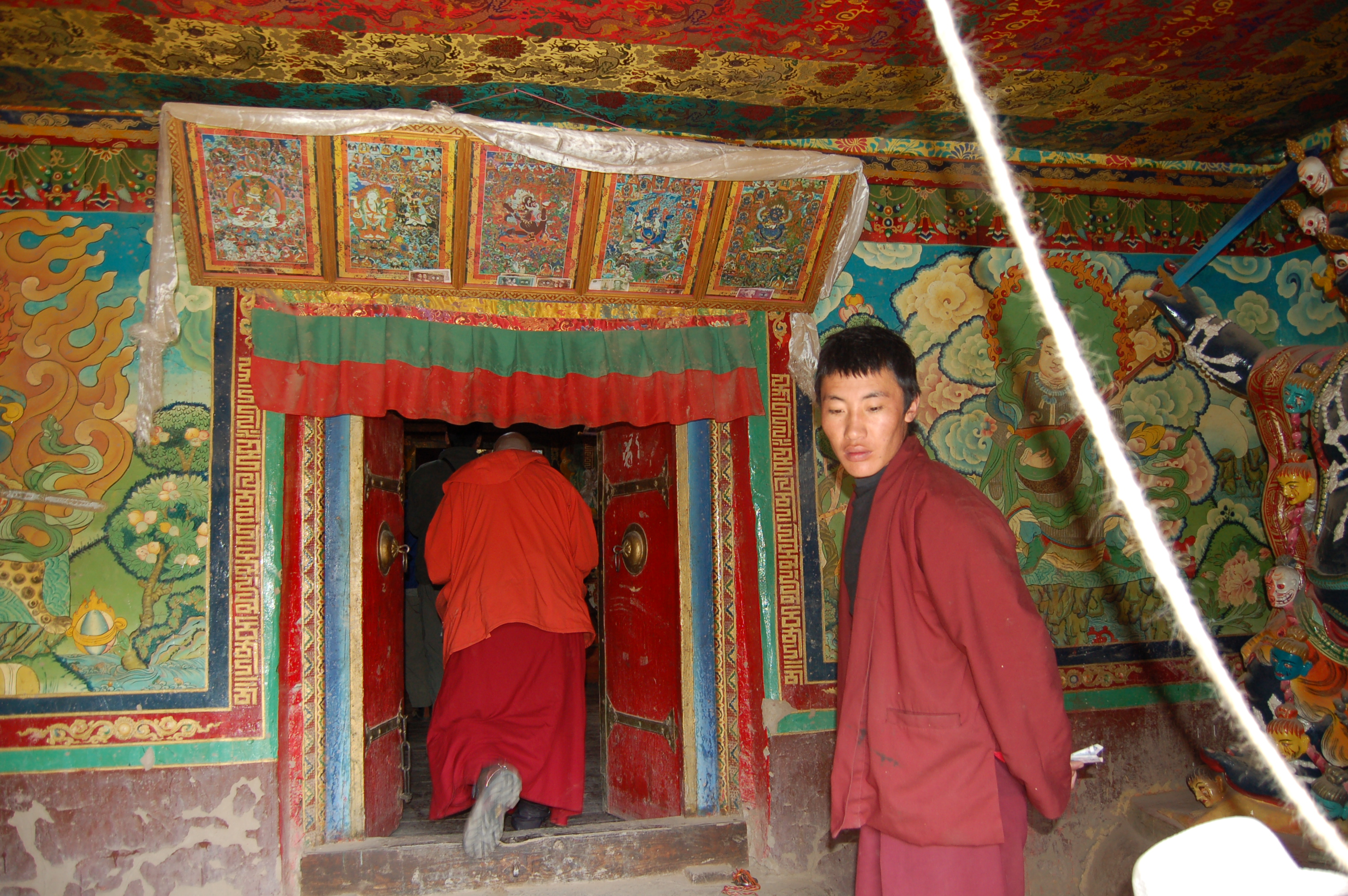
Kloster Tradün Tse: Eingang zum Haupttempel.
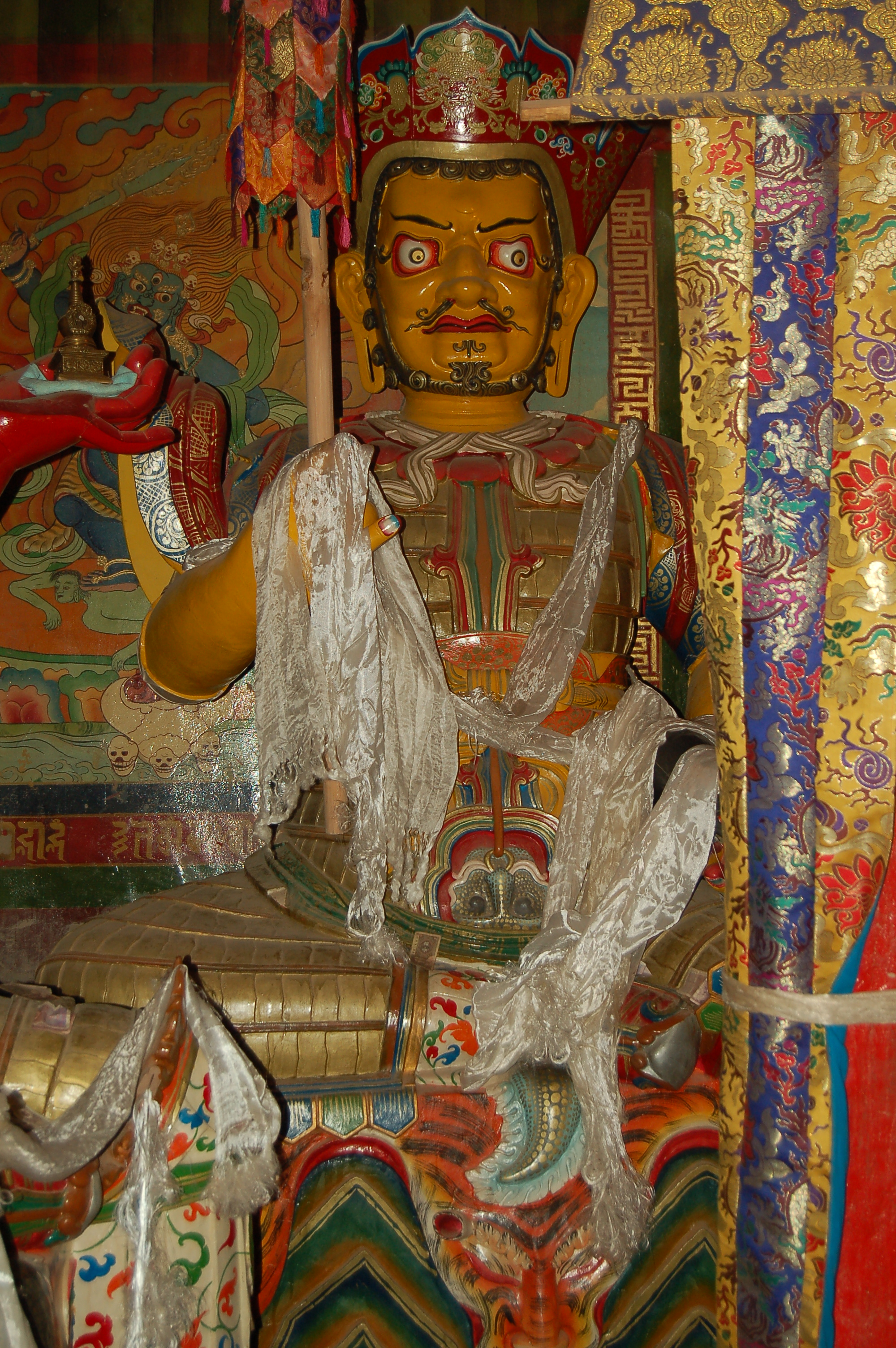
Schutzgottheit im Haupttempel des Klosters Tradün Tse.
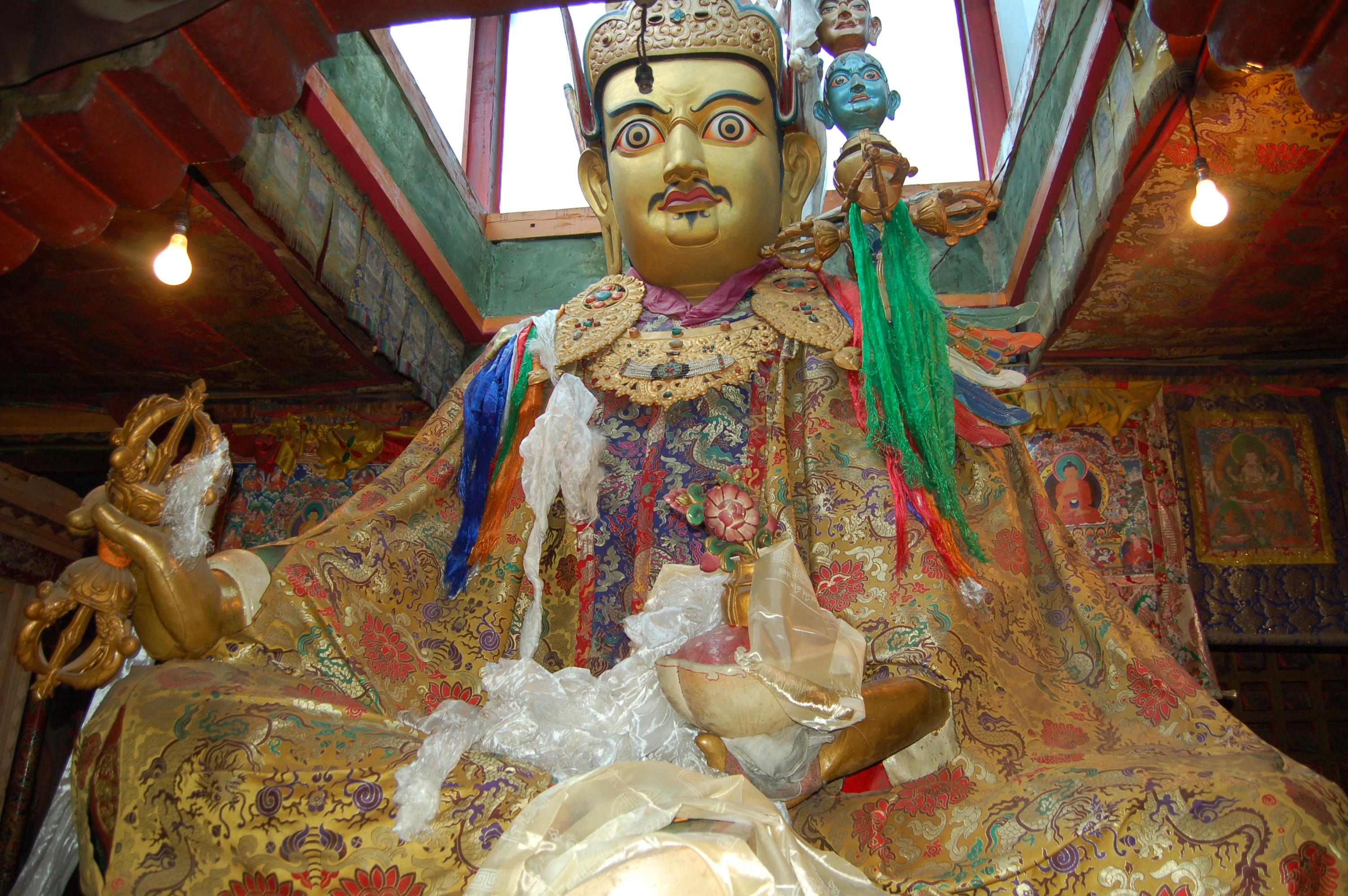
Hauptstatue des Klosters Tradün Tse: Padmasambhava.